# Podatkowi desperaci
Podatkowi desperaci (ang. Strange Bedfellows) – australijska komedia filmowa z 2004 roku w reżyserii Deana Murphy'ego. Główne role zagrali Paul Hogan i Michael Caton, którzy wystąpili jako heteroseksualni mężczyźni podszywający się za parę gejów w celu otrzymania korzyści finansowych od rządu.

## Fabuła
W małym australijskim miasteczku Yackandandah, Vince będący właścicielem kina oraz kilku innych biznesów, wpada w kłopoty z opłacaniem podatków, z powodu swojej byłej żony. Wiadomość o nowych ulgach podatkowych dla par homoseksualnych sprawia, że Vince wpada na pomysł, aby on i jego najlepszy przyjaciel Ralph udawali jakoby, byliby oni razem w związku, w celu otrzymania zasiłku. Pojawiają się pewne komplikacje, listonosz, przynosząc pocztę, zauważa wniosek o otrzymanie ulgi, czego skutkiem było rozpowszechnienie tej informacji między innymi mieszkańcami miasta. Ponadto rząd chcąc zweryfikować to czy rzeczywiście Vince oraz Ralph są w związku, wysyła śledczego, którego celem jest zweryfikowanie prawdziwości ich relacji.
Vince oraz Ralph uczą się od fryzjera Erica, w jaki sposób wiarygodnie udawać gejów. Odwiedzili również Sydney, gdzie udali się do klubu dla homoseksualistów.
Niespodziewanie pojawia się rządowy śledczy oraz córka Ralpha, Carla, która przedstawia ojcu swoją dziewczynę Petę. Ralph i Vince remontują dom Ralpha, kończą wywiad oraz biorą udział w lokalnym balu strażackim. Z powodu tego, że na balu znajduje się śledczy — Russell, przyjaciele muszą kontynuować swoją maskaradę. Ich znajomi z klubu dla gejów, których poznali, będąc w Sydney, również pojawiają się na balu. Ralph wygłasza swoją przemowę o jego relacji z Vince'em twierdząc, że nikogo nie powinna ona obchodzić, mówi również, że jego znajomi to normalni ludzie, mimo ich nietypowego wyglądu.
Russell mówi mężczyznom, że nie był do nich przekonany podczas wywiadu, jednak teraz uważa, że są oni dobrymi ludźmi w wyjątkowej relacji i nie powinni być oni traktowani jak przestępcy.

## Obsada
- Paul Hogan jako Vince Hopgood
- Michael Caton jako Ralph Williams
- Alan Cassell jako Stan Rogers
- Andy Pappas jako Kierowca vana pocztowego
- Paula Duncan jako Yvonne Philpot
- Roy Billing jako Fred Coulson
- Jamie Robertson jako Carbo
- Kevin Dee jako Hughie
- Stewart Faichney jako Sierżant Jack Jenkins
- Simon Paton jako Red
- Pete Postlethwaite jako Russell McKenzie
- Shane Withington jako pastor Xavier Delaney
- Monica Maughan jako Faith
- Kestie Morassi jako Carla

### Zysk
Film "Podatkowi desperaci" uzyskał w Australii wpływy ze sprzedaży biletów w wysokości 4 816 495 dolarów.

### Opinia publiczna
W serwisie Rotten Tomatoes, film otrzymał 80% na podstawie 5 recenzji oraz 58% według użytkowników serwisu.
Na stronie IMDb ocena filmu to 6.2/10, gdzie swój głos oddało 1,9 tys. oceniających.